# Herodotusreeks
De Herodotusreeks (in kranten ook wel omschreven als de Herodotusserie of de Herodotuscyclus) bestaat uit zes televisiefilms die door de VPRO uitgezonden zijn tussen 1974 en 1976. De films waren losse verhalen gebaseerd op het werk van de Griekse geschiedschrijver Herodotus. Dit project was het idee van Jan Blokker, die Herodotus als verhalenverteller wilde gebruiken, in plaats van historicus en bron van feiten. De reeks riep gemengde reacties op.

## Productie en achtergrond
Het initiatief voor de reeks werd genomen door Jan Blokker en berichten vooraf verschenen vanaf midden 1973 in Nederlandse kranten.
Hij werd daarin bijgestaan door Dimitri Frenkel Frank en Krijn ter Braak. Ook bekende auteurs werkten mee aan de serie: Harry Mulisch en Willem Frederik Hermans schreven elk een deel. Een bijdrage van Cees Nooteboom is echter niet gebruikt.
De verhalen speelden zich af in de oudheid, in Egypte, Lydië, Griekenland en Perzië. De eerste twee verhalen zijn opgenomen op locatie in Egypte. Het eerste programma was het verhaal van farao Rhampsinitos en de dief. De steen was gebaseerd op slechts een losse opmerking bij Herodotus.

## Delen

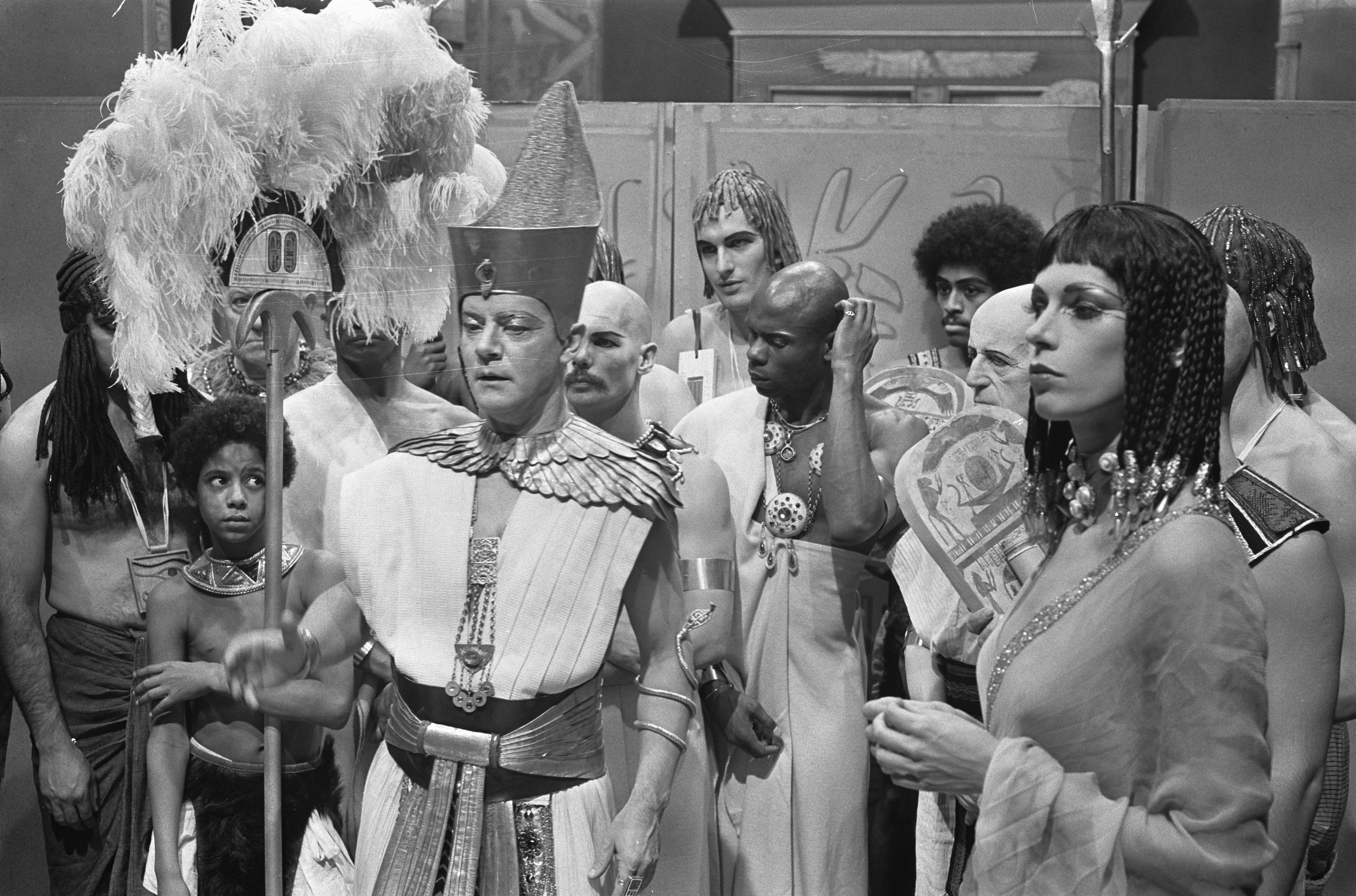
De dief, met Ton van Duinhoven en Cox Habbema

| Titel               | Première         | Duur       | Bron                 | Script                  | Regie              |
| ------------------- | ---------------- | ---------- | -------------------- | ----------------------- | ------------------ |
| De dief             | 7 februari 1974  | 65 minuten | Herodotus II, 121    | Jan Blokker             | Krijn ter Braak    |
| De steen            | 21 maart 1974    | 35 minuten | Herodotus II, 175    | Dimitri Frenkel Frank   | Krijn ter Braak    |
| Gyges en Kandaules  | 2 mei 1974       | 59 minuten | Herodotus I, 8-13    | Jan Blokker             | Krijn ter Braak    |
| Het orakel          | niet uitgezonden | onbekend   | Herodotus I, 153-160 | Jan Blokker             | Rob van der Linden |
| Het orakel          | 29 oktober 1974  | 42 minuten | Herodotus I, 153-160 | Jan Blokker             | Hans Keller        |
| Periander           | 21 januari 1975  | 83 minuten | Herodotus III, 50-53 | Willem Frederik Hermans | Ruud van Hemert    |
| Volk en vaderliefde | 11 maart 1976    | 60 minuten | Herodotus III, 68-69 | Harry Mulisch           | Wim T. Schippers   |

## Receptie
De reacties waren matig. De programma's zijn daarom dan ook niet herhaald of in Vlaanderen vertoond, op één herhaling na van De dief anno 2009 op Best24.
Het tweede verhaal, De steen, had geleden onder het uitbreken van de Jom Kipoeroorlog en daarnaast was een gedeelte van de opnames mislukt. Het kreeg dan ook veel negatieve reacties.
Ook het (geplande) derde deel had te kampen met productieproblemen. Dit was eerst opgenomen met Gerard Cox en Cox Habbema, maar het resultaat viel zodanig tegen dat het niet gebruikt is en de aflevering geheel opnieuw werd opgenomen met andere acteurs.
De laatste twee delen werden elk pas een jaar later uitgezonden en waren gemaakt met minder bemoeienis van Blokker of Ter Braak.
De afgekeurde eerste versie van Het Orakel is niet bewaard. De steen is verdeeld over twee mastertapes en op beide ontbreekt de aan- en aftiteling. De overige programma's zijn geheel intact overgeleverd. Het laatste verhaal, Volk en vaderliefde, is als enige uitgegeven, namelijk als onderdeel van de dvd-box Wim T. Schippers' Televisiepraktijken. De andere vijf delen zijn nooit uitgegeven, maar kunnen wel op individuele aanvraag besteld worden bij Beeld en Geluid.